# Борное волокно
Борное волокно (англ. boron fibres или boron filaments) — конструкционное волокно, получаемое осаждением бора на непрерывную тонкую нить или проволоку.

## Описание
Волокна бора получают методом химического осаждения из газовой фазы (CVD), подавая смесь BCl3 + H2 в герметичный реактор, через ртутные затворы которого протягивается нить — подложка диаметром около 12 мкм, как правило, вольфрамовая, нагреваемая прямым пропусканием электрического тока. При определенных условиях (температура подложки 1000—1300 оС) полученное волокно с наружным диаметром от 100 до 200 мкм (обычно 140 мкм) имеет поликристаллическую структуру с размером зерна 2-4 нм. Повышение температуры подложки ускоряет процесс осаждения, но приводит к появлению крупных кристаллов в структуре волокна, что существенно снижает его прочность. Средняя прочность волокон, полученных в оптимальных режимах, достигает 4 ГПа при длине 25 мм, модуль упругости в направлении оси — около 480 ГПа, а плотность зависит от подложки и диаметра волокна и находится обычно в пределах 2,3 — 2,6 г/см3. Волокно бора быстро рекристаллизуется при температурах выше 600 оС, что ограничивает технологическую температуру при получении соответствующих композитов и температуру их эксплуатации. Волокна бора применяются в качестве армирующих наполнителей в полимерных и алюминиевых матрицах. Из-за высокой стоимости волокна его применение ограничено. Наиболее эффективно бороалюминиевый композит используется в конструкциях космических аппаратов.